# Општина Редиу (Њамц)
Редиу (рум. Rediu) општина је у Румунији у округу Њамц.
Oпштина се налази на надморској висини од 275 m.